# Савин (гміна)
Гміна Савин (ґміна Савін, пол. Gmina Sawin) — сільська гміна у східній Польщі. Належить до Холмського повіту Люблінського воєводства.
Станом на 31 грудня 2011 у гміні проживало 5708 осіб.

## Площа
Згідно з даними за 2007 рік площа гміни становила 190.20 км², у тому числі:
- орні землі: 69,00 %
- ліси: 24,00 %

Таким чином, площа гміни становить 10,69 % площі повіту.

## Населення
Станом на 31 грудня 2011:
| Опис     | Загалом | Загалом | Чоловіки | Чоловіки | Жінки | Жінки |
| -------- | ------- | ------- | -------- | -------- | ----- | ----- |
| одиниця  | осіб    | %       | осіб     | %        | осіб  | %     |
| все      | 5708    | 100     | 2844     | 49.82    | 2864  | 50.18 |
| міське   | 0       | 100     | 0        |          | 0     |       |
| сільське | 5708    | 100     | 2844     | 49.82    | 2864  | 50.18 |

## Сусідні гміни
Гміна Савин межує з такими гмінами: Вербиця, Воля-Угруська, Ганськ, Руда Гута, Холм.

## Історія
До 1954 р. гмінний центр був у Буковій. Згідно з даними Варшавського статистичного комітету у 1909 р. в гміні Букова проживало 14 тис. осіб, у тому числі 21,7 % православних та 43,2 % римо-католиків (у 1905 р. було 29,1 % православних та 35,8 % римо-католиків).

## Пам'ятки
В селі Чулчичі (пол. Czułczyce) збереглася колишня православна парафіяльна церква св. Олексія (зведена, 1905 р., у неоросійському стилі) з окремою дерев'яною дзвіницею (XIX ст.). Зачинена після Першої світової війни, відкрита знов у 1939—1944 рр. у 1945 р. перетворена на католицький костел. В церкві збереглася давня (можливо, що із XVII ст.) ікона Матері Божої Холмської в шатах. У 1872 р. — 964 парафіян.
Городище XIII—XIV ст.